# Junior's Farm
Junior's Farm è un brano musicale scritto da Paul e Linda McCartney ed eseguito dal loro gruppo Wings pubblicato come singolo nel 1974.

## Il brano
Successo da terzo posto in classifica negli Stati Uniti, il brano venne registrato a Nashville, Tennessee nel 1974, mentre la band soggiornava alla fattoria di Curly Putman Jr., fatto che ispirò il titolo della canzone. La canzone continuò il periodo commercialmente favorevole di McCartney e degli Wings dopo il successo dell'album Band on the Run. Il singolo si piazzò dignitosamente anche nella classifica britannica dove raggiunse la posizione numero 16.
La B-side, Sally G, fu anch'essa un successo da Top 20 nelle classifiche statunitensi, raggiungendo la posizione numero 17. Junior's Farm è stata in seguito inclusa nella compilation Wings Greatest del 1978 e nella versione USA di All the Best! del 1987. La versione da 3 minuti editata per le radio è stata inclusa nella raccolta Wingspan: Hits and History. Sally G fu inclusa come bonus track nella ristampa del 1993 dell'album Wings at the Speed of Sound.
Si tratta dell'ultimo singolo degli Wings (e di McCartney) pubblicato per la Apple Records.

## Copertina singolo
Per la copertina del singolo venne ideata e realizzata una foto a colori dei membri della band vestiti con costumi appropriati al testo del brano (per esempio: Geoff Britton da giocatore d'azzardo e Denny Laine da "eschimese", Paul da campagnolo, ecc.). La foto apparve però solo sulla copertina del singolo pubblicato in Spagna. In Gran Bretagna e negli Stati Uniti, la Apple Records fece uscire il singolo senza la foto a colori, apparentemente per contenere i costi. In alcuni Paesi d'Europa, come copertina alternativa venne utilizzata una foto in bianco e nero del gruppo (senza i costumi di scena).

## Tracce singolo
1. Junior's Farm (Paul & Linda McCartney) - 4:20
2. Sally G (Paul & Linda McCartney) - 3:40

## Cover
- Nel 1996 Junior's Farm è stata reinterpretata dai Galactic Cowboys sul loro EP Feel the Rage.
- Nel 2014 da Steve Miller sull'album tributo a Paul McCartney The Art of McCartney.